# Крутое (Солонянский район)
Крутое (укр. Круте) — село,
Письмечевский сельский совет,
Солонянский район,
Днепропетровская область,
Украина.
Код КОАТУУ — 1225085503. Население по переписи 2001 года составляло 124 человека .

## Географическое положение
Село Крутое находится между реками Камышеватая Сура и Тритузная (2,5 км).
На расстоянии в 2 км расположено село Тритузное и в 3-х км — село Безбородьково.
По селу протекает пересыхающий ручей с запрудой.
Рядом проходит автомобильная дорога Т-0420.

## Происхождение названия
На территории Украины 2 населённых пункта с названием Крутое.